# Gaius Vettius Priscus
Gaius Vettius Priscus war ein im 2. Jahrhundert n. Chr. lebender Angehöriger des römischen Ritterstandes (Eques).
Durch zwei Militärdiplome, die auf den 17. Februar 110 datiert sind, ist belegt, dass Priscus 110 Kommandeur der Ala I Augusta Ituraeorum war, die zu diesem Zeitpunkt in der Provinz Dacia stationiert war.